# Axtone
Axtone jest dostawcą rozwiązań cięgłowo-zderznych dla przemysłu kolejowego: zderzaków, zderzaków crash, elementów crash, urządzeń cięgłowych oraz innych komponentów do wagonów towarowych, pasażerskich, lokomotyw i pojazdów transportu publicznego. Axtone HSW sp. z o.o. jest producentem sprężyn śrubowych i piórowych do wszystkich rodzajów pojazdów szynowych i do zastosowań przemysłowych. Axtone oferuje również serwis komponentów kolejowych.
Axtone jest częścią ITT od 2017 roku.
ITT to firma wielobranżowa, która projektuje i produkuje zaawansowane technicznie komponenty i rozwiązania technologiczne na następujących rynkach:
- energia
- transport (lotniczy, motoryzacyjny, kolejowy)
- przemysł

## Historia
Historia przedsiębiorstwa rozpoczyna się przed II wojną światową, gdzie początkowo zajmowało się ono naprawą samochodów. Szybki rozwój pozwolił na powstanie Spółdzielni Pracy Metalowców w Kańczudze z 50 osobową liczbą członków. Pierwsze produkty obejmowały takie rzeczy jak: płyta kuchenna, blaszka kuchenna lub szufla piaskowa. Od 1955 roku spółdzielnia powiększyła liczbę swoich członków oraz zaczęto produkować m.in.: piekarniki oraz taczki metalowe.

### Mechanik
W 1957 roku spółdzielnia zmieniła nazwę na Wielobranżową Spółdzielnię Pracy „Mechanik” i objęła większy zakres produkcji w sferach stolarskich, masarskich oraz wód gazowych. Dzięki rozbudowie zakładu jakość maszyn oraz technologii zwiększyła się wielokrotnie.

### Spomasz
W 1965 roku drewniane konstrukcje samochodów zastąpiono stalowymi. W dniu 02.04.1973 roku została utworzona Fabryka Maszyn i Urządzeń Przemysłu Spożywczego „SPOMASZ”. Początkowa przedsiębiorstwo zajmowało się produkcją maszyn do przemysłu spożywczego jednak z czasem profil zakładu „SPOMASZ” uległ zmianie. W 1982 roku rozpoczęła się produkcja zderzaków i amortyzatorów kolejowych z wkładem elastomerowym. Do produkcji został wdrożony polski patent na polastosil ABM-45 (elastomer). Ten wynalazek umożliwił produkcję amortyzatorów przeznaczonych do zderzaków kolejowych, ciężkich pojazdów kołowych, gąsienicowych i maszyn górniczych. W latach 1983–1987 nastąpiła intensywna rozbudowa zakładu. Powstały nowe hale produkcyjne z nowoczesnym wyposażeniem, magazyny, stołówka, laboratorium, przychodnia lekarska, budynek energetyczny, budynek administracyjny i wiele innych.

### Kamax S.A.[7]
1 lipca 1992 roku „SPOMASZ” został przekształcony w spółkę akcyjną osób o nowej nazwie KAMAX S.A. Od IV kwartału 1994 r. spółka stosuje zakładowy system zarządzania jakością zgodny z międzynarodową formą ISO 9001. Potwierdzeniem tej zgodności jest przyznany spółce przez niemiecką jednostkę certyfikującą TÜV CERT Z Berlina certyfikat jakościowy, który obejmuje wszystkie wyroby produkowane przez spółkę. W 1997 roku tworzy się spółka joint venture w Rosji, a już 3 lata później w Chinach. W 2002 roku przedsiębiorstwo wchodzi na nowe rynki, między innymi na Ukrainie (2003), w Chorwacji (2006), Indiach (2007), Francji (2007), Turcji (2008) oraz rozpoczynają się pierwsze sprzedaże na rynku chińskim. W 2005 roku została wprowadzona technologia crash. W tym samym roku zatrudnienie sięgnęło 450 osób. W 2006 roku miało miejsce przejęcie Keystone przez KAMAX, co zapoczątkowało utworzenie Grupy Axtone w 2007 roku.

### Grupa Axtone
W 2008 roku Grupa Axtone została przejęta przez IK Investment Partners. Między 2010 a 2011 rokiem produkcja zderzaków zostaje przeniesiona z Axtone Neitersen do Axtone Kańczuga. W 2012 roku Grupa Axtone przejmuje spółkę Langen & Sondermann zlokalizowaną w Lünen w Niemczech (spółka ta powstała w 1922 roku), a następnie 2 lata później przejmuje spółkę HSW – Zakład Sprężynownia Sp. z o.o. w Stalowej Woli (spółka powstała w 1939 roku). W 2017 roku Grupa Axtone została przejęta przez ITT Inc. W 2019 roku nastąpiło przeniesienie produkcja sprężyn śrubowych z zakładu w Lünen do zakładu Axtone w Stalowej Woli, a w 2022 roku została również przeniesiona produkcja resorów piórowych i tym samym produkcja sprężyn w Lünen została wstrzymana. Po relokacjach w 2022 roku w skład Grupy Axtone wchodzą dwa zakłady produkcyjne w Polsce (Kańczuga i Stalowa Wola), jeden zakład w Niemczech (Neitersen) oraz jeden zakład w Czechach (Prostejov).

## Działalność
Rozwiązania Axtone znajdują zastosowanie głównie w kolejnictwie, we wszystkich typach pojazdów szynowych. Są to urządzenia cięgłowo-zderzne takie jak: zderzaki, zderzaki crash, elementy crash, urządzenia cięgłowe, sprzęgi, belki tramwajowe, przeguby, sprężyny śrubowe i piórowe. Zastosowanie sprężyn śrubowych ma również miejsce w innych gałęziach przemysłu takich jak maszyny budowlane, rolnictwo, górnictwo, energetyka czy place zabaw.
Grupa Axtone prezentuje swoje rozwiązania na wielu międzynarodowych targach kolejowych takich jak InnoTrans (Berlin), TRAKO (Polska), Expo Ferroviaria (Mediolan), PRO Motion Expo (Moskwa), NT EXPO (Sao Paulo)
Grupa Axtone uczestniczy także w inicjatywach o charakterze społecznym oraz środowiskowym czego przykładem może być coroczny dzień ziemi obchodzony we wszystkich lokalizacjach Grupy.
Społeczne zaangażowanie Axtone zostało docenione podczas uroczystej Gali Targów TRAKO 2015, gdzie firma Axtone uzyskała tytuł „Firma Kolejowa Odpowiedzialna Społecznie”.